# Боб Марли
Боб Марли (на английски: Bob Marley) е ямайски певец, китарист, автор на песни и общественик. Той е най-популярният изпълнител на реге, който популяризира този жанр извън Ямайка.

## Биография
Истинското му име е Робърт Неста Марли. През 1963 г. сформира групата „The Teenagers“, която се прекръства на „The Wailing Rudeboys“, „The Wailing Wailers“ и в крайна сметка „The Wailers“. Групата добива огромна популярност в Ямайка в периода 1964 г.-1973 г. Първият албум, издаден в международен мащаб през 1974 г. – „Catch a Fire“, донася световна популярност на групата. Следват редица успешни албуми и песни, сред които „No Woman, No Cry“, „Get Up, Stand Up“, „I Shot The Sheriff“, „One Love“ и др.

### Ранни години
Робърт Неста Марли е роден в малкото селце Найн Майлс в провинция Сейнт Ан, Ямайка, на 6 февруари 1945. По онова време майка му Седела Малкълм е младо провинциално момиче, едва на 19 години, а баща му е бял, възстар ямаец на име Норвал Синклер Марли. До 5-годишна възраст живее в къщата на своя дядо по майчина линия Омера Малкълм. Баща му предлага момчето да заживее с него в Кингстън, където може да получи по-добро образование. Така Неста заминава за столицата, където живее баща му. Седела не получава никаква вест за сина си и започва да се притеснява. По-малко от година след заминаването на сина си Седела заминава за столицата и успява да открие Неста на улица „Холивуд“, където живее със стара дама на име Мис Грей.
Марли се връща в провинцията, където започва близкото му приятелство с момче на име Невил Ливингстън, наричан „Бъни“. Това приятелство продължава, докато бащата на Бъни решава да замине за Кингстън и да отвори ром-бар. Седела също напуска града скоро, а Боб е оставен при роднини, докато порастне достатъчно, за да се присъедини към нея. Най-накрая през 1955 г. Боб се мести в Кингстън, където отново е с майка си и с Бъни. Столицата отваря очите на момчетата за развиващата се местна музикална сцена и интересът на двамата към пеенето и свиренето нараства все повече и повече.

### Първи стъпки в музиката
През 1960 г., Боб, както вече всички го наричат, попада под наставничеството на местната знаменитост Джо Хигс. Хигс дава уроци на млади таланти в своя двор, където му е представен и Боб. Музиката вече се е превърнала в най-важното нещо в живота на Боб. Той току-що е напуснал работата си на заварчик, след инцидент, при който парче метал се забива в окото му. По това време той се обикаля из градския музикален магазин Клемент Додс, където следи за най-новите хитове и звуци.
Под наставничеството на Хигс талантът на Боб разцъфтява и през 1962 г. Дерик Морган го представя на Лесли Конг, ямайски продуцент от китайски произход. Конг е собственик на салона „Бевърлис Айс Крийм“, а като продуцент на Морган се радва на огромен успех. Марли записва четири парчета на Конг, две от които са издадени като сингли. Първото „Judge Not“ е издадено в Англия под името „Do U Still Love Me“ през 1963]г., второто е „One Cup Of Coffee“. Четвъртото парче „Terror“ никога не е издадено и се смята за загубено някъде в архивите. Никой от синглите не успява да пробие в Ямайка, но това не отслабва желанието на Боб да изгради кариера в музиката. Марли се завръща при Хигс, където скоро се събира с трима нови музиканти – Ливингстън и Тош. Джуниър Брейтуеит е едва на четиринадесет, с млад, но вече силен глас, подобен на този на една от най-големите американски звезди Франки Лаймън. Малко се знае за двете беквокалистки, с които Хигс ги събира – Бевърли Келсо и Чери Грийн. Всъщност много години се смята, че името на Грийн е Чери Смит. Боб продължава да се занимава и със соло кариерата си, и за първи път вкусва от успеха в конкурса за млади таланти на „Уард Тиътър“, пеейки последната си композиция „Simmer Down“. Марли също участва в два прощални концерта в чест на имигриращия Дерик Морган, където се представя с „One Cup Of Coffee“ и собствената си дебютна песен „Judge Not“.

### Wailin Wailers
През зимата на 1963 г. формацията, събрана от Хигс, приема името Wailin Wailers, и през декември участва на прослушване пред продуцента Кокцън Дод. Дод не е особено впечатлен от групата, докато те не му изсвирват четвъртата песен на Марли „Simmer Down“. Додс подписва с групата заради силата на тази една-единствена песен и преди да е изтекла и година The Wailers са записали поне 2 сесии за продуцента си, докарали им голяма популярност с техния дебют, преработената версия на „Simmer Down“.
The Wailers записват за Додс до 1966 г., като през това време се завръщат към оригиналния си състав – триото Марли, Тош и Ливингстън, заради напускането на Грийн, Келсо и Брейтуейт през 1965 г.

### Рита Андерсън
През 1965 година млада медицинска сестра на име Рита Андерсън, която точно е започнала своята музикална кариера (с групата Soulettes) се среща с Боб и другите и ги моли да ѝ уредят прослушване на нейната група. Когато Додс се съгласява да поеме Soulettes, той натоварва Боб Марли със задължението да ги поведе към успех. Въпреки че Боб винаги бил изглеждал дистанциран от Рита, между тях възниква приятелство, което прераства в любов и двойката се жени на 10 февруари 1966 г. На следващия ден Боб оставя своята нова жена, за да лети за щата Делауеър, САЩ, където се среща със своята майка, имигрирала през 1962 г. Целта на това посещение е, Боб да набере достатъчно средства, с които Wailers да основат свой собствен лейбъл. Причина за този ход са мизерните хонорари, които групата получава от Коксън Дод. По време на деветмесечния си престой Боб Марли работи като портиер във фабриката за автомобили „Крайслер“, докато американската армия не му изпраща повиквателно, с което се изисква той да се присъедини към войската.

### Собствен лейбъл
Когато Марли се завръща в Ямайка, Wailers отварят свое звукозаписно студио, което по-скоро е просто една барака на Гринуийч Роуд 18а. Първият сингъл на новия лейбъл Wail 'N' Soul 'M е Bend Down Low, песен която Боб продуцира за Студио 1 на Дод, последван е от версията на Джуниър Уолкър „Got To Hold On To This Feeling“, записана като дует между Боб Марли и Рита Марли. По това време Боб вече е напълно обсебен от растафарианската религия, макар че има още време преди тя напълно да процъфти в музиката му.

### „The Best of Wailers“
Скоро обаче Wail 'N' Soul 'M се оказва във финансово затруднение. Тогава Мортъмър Плано, Раста приятел на Боб Марли, го представя на американския промоутър Дани Симс, който е в страната по работа със своя клиент Джони Неш, по това време вече известен. Двамата, Неш и Симс, силно се впечатляват от текстовете и музиката на Марли, и Симс му предлага финансиране, срещу издателските права. Сделката осигурява на Wailers седмичен доход, а също им позволява да записват с други продуценти, оставяйки ги свободни от договорни отношения. Договорът им позволява да запишат голям обем музикален материал, включително ремейки на предишни техни хитове. Тези записи, които са завършени през 1970 г., са събрани от Конг в албума The Best Of The Wailers, чието име огорчава Боб, Питър и Бъни.

### 70-те
След излизането на албума Wailers подписват с изгряващия гений на Лий Пери, продуцент на международния хит „Return Of Django“ през 1969. Първото парче, което Марли записва е „My Cup“ и е последвано от цял поток от класически записи през следващата година, които мнозина определят като зенита в кариерата на Боб Марли. По това време на колаборация с Пери, към Уейлърс се присъединяват музикантите Карлтън и Астън Барет, вече групата е напълно самостоятелна и не и се налага да разчита на външни сешън, студийни, музиканти.
През май 1971, Боб се мести, заедно с Джони Неш, в Швеция, където работи върху саундтрака на филм, в който Неш изпълнява главната роля, но филмът потъва без следа и седмици след премиерата му е вече минало. По време на тази скандинавска пауза Боб записва и акустичен сборен албум Songs Of Freedom, в който изпълнява и някои от композициите си за Неш. На една от тях е „Stir It Up“, песен на Уейлърс, записана през 1967 за лейбъла Wail 'N' Soul 'M., Неш прави кавър версия в своя собствен стил и парчето става хит, правейки Боб много богат човек, според Дани Симс „още преди той да разбере за световния си успех“ Версията на Неш намира място и в хитовия албум „I Can See Clearly Now“, наред с някои други идеи на Марли, които му донасят още слава. Албумът е записан в Лондон. В Лондон Джони Неш обезпечава звукозаписният договор на Боб с Колумбия Рекърдс.
Повече от половин дузина парчета са записани за първия и единсвен сингъл по този договор, албумът Reggae On Broadway подкрепен от поп-реге парчето „Oh Lord I Gotta Get There“. Изпълнил договора, Боб Марли най-накрая се завръща в Ямайка, за да подготви Wailers за тяхното турне в Обединеното Кралство. Заради медийното покритие и малкото промоционални изяви, сингълът потъва без следа и компанията не изглежда заинтересована от по-нататъшни проекти. Симс и Неш напускат сцената и Уейлърс се оказват заседнали в Лондон.
Боб решава да се обърне към Крис Блекуел, собственик на Айлънд Рекърдс, който се съгласява да ги подпомогне за издаването на албум на Wailers като също желае и да изкупи договора на Марли с Дани Симс. Уейлърс се завръщат в Ямайка, записват първия свой поръчан албум в студията на Хари Джей и Ранди, след това Боб се отлита за Англия, където да направи мастеринга на парчетата. Работата е свършена от китариста Уейн Перкинс и Джон „Дъ Рабит“ Бъндрик, които придават завършения комерсиален облик на песните. Айлънд издава предварителния сингъл, „Baby Baby We've Got A Date“, от техния филиал Блу Маунтин, през 1973 г., последван от дългосвирещия албум Catch A Fire през април. Албумът е опакован в кожена калъфка за плоча като на запалките Зипо и има вид на плоча от камък; за пръв път реге албум получава такова отношение. Catch A Fire получава топли отзиви от пресата и Wailers работят под напрежението на изпъната струна като правят всичко възможно и провеждат много срещи с цел популяризирането му във Великобритания. Групата не почива на лаврите си и през ноември 1973 издава още един албум Burnin', който се оказва и последен с Питър и Бъни. По време на американската част от турнето, нещастен от живота по пътищата, Бъни отказва да се присъедини към групата и предпочита да остане в Ямайка. Неговото място е заето от Джо Хигс.
Последвалите проблеми карат също и Тош да напусне групата и Боб е принуден да преосмисли стратегията си за следващите изяви на Wailers. Следващият ход е ход на гений. За да замени хармонията на Питър и Бъни, Боб назначава своята жена Рита и две ямайски новоизгряващи звезди – Марша Грифитс и Джуди Моват, формиращи хармоничното трио Ай-Триис. Новият състав на Уейлърс започва работа по записите на следващия си албум Natty Dread през 1974 г. Крайният продукт е на пазара през януари 1975 г.
По същото време славата на Боб се разпростира надалеч, след като една от неговите песни е изпълнена от английския китарист Ерик Клептън – „I Shot The Sheriff“ от албума Burnin. Версията на Клептън става номер 1 в американската класация и достига номер 9 в английската.
Албумът Natty Dread е едновременно комерсиален и арт успех, повел Боб на голямо промоционално турне, включващо паметните концерти в САЩ и две вълшебни шоута в английския Лайсиум Тиътър, едното довело до хитовия албум Live! в края на годината. Записите на живо също са и източник на спиращия дъха хит „No Woman No Cry“, който е издаден септември 1975 и достига номер 22 в националната класация. В края на лятото на 1975 г., Боб започва работа по следващия си албум. По това време идва и новината, че Хайле Селасие, който за растите е живото Божие превъплъщение на земята, е починал. Незабавно Боб Марли започва работа по специална песен, която се казва „Jah Live“ и дава сериозен отговор на тези, които подлагат вярата си на съмнение. Посланието на Боб е просто „yuh cyaan kill God!“.
Докато звездата на Боб Марли изгрява над целия свят, той не забравя своите корени и хората, които някога са му помогнали да се изкачи до върха. През октомври 1975 г. Марли кани Питър и Бъни за повторно събиране на Wailers на Националния стадион в Кингстън. Събитието е в помощ на училището за слепи деца към Армията на спасението, а хеадлайнер е Стиви Уондър. В края на шоуто Wailers се присъединяват към Стиви на сцената за песента „I Shot The Sheriff“. През май 1976 г. албумът Rastaman Vibration е издаден от „Айлънд“, а през юни от Маями започва дълго турне в САЩ и Европа. Турнето е определяно като голям успех, мнозина оценяват някои от шоутата като най-добрите изяви на Марли на сцената, а албумът е първият голям пробив на американския пазар и достига до номер 8 в класациите. След завръщането си в Ямайка, Боб се съгласява да вземе участие в концерта Smile Jamaica, състоял се в Хироус Парк Съркъл на 5 декември. Шоуто е безплатен концерт, който си поставя амбициозната цел да обедини хората с различия в политическите възгледи, като тези различия по-рано водят острова до извънредно положение. Концертът е плануван да е „надполитически“, но в крайна сметка Боб Марли бива задържан по средата.
В петъка преди концерта Уейърс репетират на Хоуп Роуун номер 56, когато са изненадани от засада от стрелец. Боб е в кухнята, когато убиецът открива стрелба, точно когато неговият мениджър Дон Тейлър влиза в стаята. Тейлър бива уцелен на пет места, а Боб е прострелян в ръката, като два куршума минават на косъм край него. Докато Рита напуска сградата, рикоширал куршум я уцелва в главата и засяда между скалпа и черепа ѝ. След болничното лечение, Боб Марли и неговото семейство се оттеглят да живеят в къща в Строубери Хилс, където чувстват, че е по-безопасно за тях. Силните опасения, че задържането на Марли по време на концерта атентатът в студиото са свързани и планирани, което го кара да преосмисли сценичните си изяви и да напусне острова като окончателно се премества да живее в Лондон, където издава и следващите си албуми – Exodus (1977) и Kaya (1978). Боб не се връща в Ямайка следващите четиринадесет месеца. През това време той се доказва като фигура и лидер в реге музиката, изнасяйки редица шоута из Америка и цяла Европа.
Боб Марли се завръща в родината си, за да триумфира на концерта One Love Peace Concert на 22 април, където той и Уейлърс изнасят невероятно представление, в края на което министър-председателят на Ямайка, Майкъл Манли, и лидерът на опозицията, Едуард Саега, излизат заедно на сцената и пред всички си подават ръце в знак на помирение. Уейлърс започват друго дълго турне, за да рекламират албума Kaya и на един концерт във Франция, представят вторият лайв албум Babylon By Bus, реализиран през ноември 1978 г. В края на турнето групата записва в Tuff Gong, на Хооуп Роуд следващия си албум Survival. Уейлърс се завръщат на сцената с участие във втория фестивал Реге Сънсплаш в Монтего Бей, Ямайка, където Боб дава прочувствено руут преживяване на своите съотечественици.
През ранните сутрешни часове, на покрита с кал сцена, Боб изсвирва уникален сет, който събира единствените ямайски сингли Rastaman Live Up, Blackman Redemption, рокаджийското Hypocrites, а също така и парчета от предстоящия му албум. През октомври Survival излиза и останалата част от годината минава в дълги турнета, по време на които Марли посещава Австралия, Япония и Нова Зеландия, също Европа и САЩ.

### 80-те
През 1980 година Уейлърс пристигат в Африка за първото си изпълнение там. Точно преди групата да отлети от страната след двуседмичен престой, става ясно, че Дон Тейлър е прибрал цялата печалба от шоутата. Ядосаният Марли пребива Тейлър, с което приключва тяхното приятелство продължило години и се прибира у дома.
Когато през 1980 г. започва работата по албума Uprising, Боб Марли преназначава Дани Симс и подновава връзката, която са имали, преди още Боб да постигне международен успех, през 1972 г. През април Боб е поканен на празненствата по случай независимостта на Зимбабве в Хараре. Уейлърс заминават на 18 април, за да подготвят шоуто. В началото на представлението, въодушевената тълпа нахлува на стадиона, в резултат охраната използва сълзотворен газ, който се разнася из стадиона и принуждава групата да напусне сцената. Въпреки всичко, Боб се съгласява да изнесе концерта на другия ден над 100 000 души посещават следващото шоу.
През юли 1980 албумът Uprising е готов и Wailers отново са на път. Европейската част на турнето има небивал успех, паметни са концертите в Дортмунд, Лондон и Милано, където е и кулминацията му. Турнето се мести в САЩ през септември, в Бостън, преди Ню Йорк, с две участия на Медисън Скуеър Гардън. В неделната сутрин на втория концерт, Боб и Алън „Скил“ Кол излизат на джогинг из Сентръл Парк. Докато тича край едно езерце Боб внезапно се подхлъзва и колабира. Кол връща Боб обратно в хотела, където той постепенно се съвзема от удара. Боб е закаран на лекар, който дава диагноза тумор в мозъка и го съветва незабавно да потърси медицинска помощ.
Боб се присъединява отново към Уейлърс на 23 септември, в Питсбърг, където групата трябва да свири в Стенли Тиътър. След като чуват новината за заболяването на Боб, членовете на групата стават истерични и поискват турнето да се прекрати, но Боб настоява, че шоуто трябва да продължи. През тази нощ в Питсбърг Боб Марли и Уейлърс за последен път свирят заедно. Боб търси помощ в Манхатънския Мемориален Център за лечение на рак, Слоун-Кетинг, в Сидърс Лебанон, Маями и накрая – в клиниката на Джоузеф Иселс в Западна Германия през октомври.
На 4 ноември 1980 година е кръстен и приема от Етиопската ортодоксална църква името Берхан Селасие (Berhane Selassie). Боб се бори с всички сили с рака и постига частично подобрение в състоянието си по отношение на симптомите на болестта, но в края на краищата, през един майски ден Иселс е принуден да признае поражението си.
Боб Марли умира на 11 май 1981 г. в болницата Сидърс Лебанон, Маями, щ. Флорида вследствие от разсейки от рак на кожата, който развива през 1977 г.

## Растафарианство
Боб Марли е верен привърженик на растафарианството – ново религиозно движение, което обявява Етиопия за „обетована“ земя, а Хайле Селасие за божи пратеник.

## Дискография
| Албум                                                             | Издаване | Компания                      |
| The Wailing Wailers                                               | 1966     | Studio One                    |
| The Best of the Wailers                                           | 1970     | Beverley's                    |
| Soul Rebels                                                       | 1970     | Upsetter/Trojan               |
| Soul Revolution                                                   | 1971     | Upsetter/Trojan               |
| Soul Revolution Part II                                           | 1971     | Upsetter/Trojan               |
| African Herbsman                                                  | 1973     | Upsetter/Trojan               |
| Rasta Revolution                                                  | 1974     | Upsetter/Trojan               |
| Catch a Fire                                                      | 1973     | Island/Tuff Gong              |
| Burnin’                                                           | 1973     | Island/Tuff Gong              |
| Natty Dread                                                       | 1974     | Island/Tuff Gong              |
| Rastaman Vibration                                                | 1976     | Island/Tuff Gong              |
| Exodus                                                            | 1977     | Island/Tuff Gong              |
| Kaya                                                              | 1978     | Island/Tuff Gong              |
| Survival                                                          | 1979     | Island/Tuff Gong              |
| Uprising                                                          | 1980     | Island/Tuff Gong              |
| Confrontation (posthumous)                                        | 1983     | Island/Tuff Gong              |
| Концертни албуми                                                  |          |                               |
| Live!                                                             | 1975     | Island/Tuff Gong              |
| Babylon by Bus                                                    | 1978     | Island/Tuff Gong              |
| Talkin' Blues (записан през 1973)                                 | 1991     | Island/Tuff Gong              |
| Live at the Roxy (записан през 1976)                              | 2003     | Island/Tuff Gong              |
| Компилации                                                        |          |                               |
| Legend                                                            | 1984     | Island/Tuff Gong              |
| Reggae Greats                                                     | 1984     | Island/Tuff Gong              |
| Rebel Music                                                       | 1986     | Island/Tuff Gong              |
| Songs of Freedom                                                  | 1992     | Island/Tuff Gong              |
| Natural Mystic: The Legend Lives On                               | 1995     | Island/Tuff Gong              |
| Bob Marley: Reggae Legend                                         | 1999     | St. Clair                     |
| One Love: The Very Best of Bob Marley & The Wailers               | 2001     | Island/Tuff Gong              |
| Bob Marley and The Wailers: Trenchtown Rock (Anthology '69 – '78) | 2002     | Trojan Records                |
| Gold                                                              | 2005     | Island/Tuff Gong              |
| Africa Unite: The Singles Collection                              | 2005     | Island/Tuff Gong              |
| Компилации от записани песни в Studio One 1963 – 1966             |          |                               |
| One Love at Studio One (double CD)                                | 1991     | Heartbeat Records             |
| Simmer Down at Studio One                                         | 1994     | Heartbeat Records             |
| Wailing Wailers at Studio One                                     | 1994     | Heartbeat Records             |
| The Toughest – collection of Peter Tosh's Studio One recordings   | 1996     | Heartbeat Records             |
| Destiny: Rare Ska Sides from Studio One                           | 1999     | Heartbeat Records             |
| Wailers and Friends                                               | 1999     | Heartbeat Records             |
| Climb the Ladder                                                  | 2000     | Heartbeat Records             |
| Greatest Hits at Studio One                                       | 2003     | Heartbeat Records             |
| Компилации от записани песни 1966 – 1971                          |          |                               |
| Feel Alright                                                      | 2004     | JAD Records/Universal Records |
| Best of the Wailers                                               | 2004     | JAD/Universal                 |
| Soul Rebels                                                       | 2004     | JAD/Universal                 |
| Soul Revolution Part II                                           | 2004     | JAD/Universal                 |
| Soul Revolution Part II(Upsetter Revolution Rhythm)               | 2004     | JAD/Universal                 |
| Universal Masters Collection                                      | 2004     | JAD/Universal                 |
| Original Cuts                                                     | 2004     | JAD/Universal                 |
| 127 King Street                                                   | 2004     | JAD/Universal                 |
| Ammunition Dub Collection                                         | 2004     | JAD/Universal                 |
| Wail'N Soul'M Singles Selecta                                     | 2005     | JAD/Universal                 |
| Grooving Kingston 12 (3-CD boxset)                                | 2004     | JAD/Universal                 |
| Fy-Ah, Fy-Ah (3-CD boxset)                                        | 2004     | JAD/Universal                 |
| Официални албуми с ремикси                                        |          |                               |
| Chances Are                                                       | 1981     | WEA                           |
| Soul Almighty: The Formative Years Vol.1                          | 1996     | JAD                           |
| Black Progress: The Formative Years Vol.2                         | 1997     | JAD                           |
| Dreams Of Freedom: Ambient Translations in Dub                    | 1997     | Island                        |
| Chant Down Babylon                                                | 1999     | Island                        |
| Shakedown: Marley Remix                                           | 2001     | JAD                           |